# Tiberiu Bărbulețiu
Tiberiu Bărbulețiu (n. 1 decembrie 1963, Blaj, județul Alba) este un fost deputat român, membru al Parlamentului României în legislatura 2004-2008. Tiberiu Bărbulețiu a fost ales deputat din partea PNL. 
1. ↑  Deputații în Parlamentul European